# مهرجان موازين
مهرجان موازين هو مهرجان موسيقي عالمي سنوي تأسس سنة 2001، يُنظم في العاصمة المغربية الرباط، ما بين شهري مايو ويونيو تحت رعاية الملك محمد السادس والذي يُنظّم من طرف شركة مغرب الثقافات، ويشارك فيه العديد من الفنانين الموسيقيين العالميين والمحليين.
يستقبل المهرجان سنويا بمدينتي الرباط وسلا أبرز وأفضل الأسماء في الموسيقى العربية والعالمية وكذا أفضل الفنانين المغاربة. هذا ويمثل المهرجان فرصة مهمة للموسيقيّين والمغنيّين المغاربة لا سيما الشباب لإبراز مواهبهم. ويشكّل هذا المهرجان حدثا ثقافيا بامتياز، بحيث يدعم قيم المملكة المتمثلة في التسامح والانفتاح والاحترام والحوار ، كما يساهم في تعزيز النسيج الاقتصادي المحلي عبر تشجيع نشاط المهنيين في قطاع السياحة وتطوير المهن المرتبطة بالموسيقى ونشاط المهرجانات.
في سنة 2013 حقق المهرجان رقما قياسيا عالميا حيت حضر المهرجان أزيد من مليونين و 400 ألف متفرج و 30 مليون مشاهدة على القنوات العالمية في مختلف أنحاء العالم صنفته شبكة إم تي في أمريكية العالمية عبر موقعها الإلكتروني ثاني أكبر وأضخم مهرجان في العالم
في سنة 2016، حقق المهرجان أكثر من مليوني و 800 ألف متفرّج ، وحقّق 500 مليون مشاهدة في القنوات العالمية التي نقلته مباشرة في فرنسا وأوروبا وأمريكا وأفريقيا والعالم العربي.

## المنصات
| المنصة                | نوع الموسيقى             | الموقع                                  |
| --------------------- | ------------------------ | --------------------------------------- |
| منصة OLM السويسي      | الموسيقى العالمية        | أمام فندق سوفيتل الرباط، شارع إمام مالك |
| شاطئ سلا              | الموسيقى المغربية        | شاطئ سلا                                |
| بورقراق               | الموسيقى الأفريقية       | تحت الأوداية على الضفة اليمنى           |
| ساحة النهضة           | الموسيقى العربية الشرقية | سوق حي النهضة 3، حي البريد              |
| مسرح محمد الخامس      | منصة الإكتشاف            | شارع مولاي رشيد                         |
| قصر الفنون بالرباط    |                          |                                         |
| شالة                  | منصة موسيقى العالم       | الموقع التاريخي شالة                    |
| شوارع الرباط الرئيسية |                          |                                         |
| يعقوب المنصور         |                          |                                         |

## التمويل
منذ سنة 2012، يعتبر مهرجان موازين إيقاعات العالم الحدث المغربي الوحيد الذي لا يتلقى أي مساهمة عامة بفضل تطويره لنموذج تجاري موثوق ومربح. وقد أصبحت الإيرادات المتغيرة (تذاكر، بطاقات، مساحات إعلانية) تمثل الآن 68٪ من الميزانية الإجمالية للمهرجان كما مكّنت من تقليص اعتمادها على الخواص. ويعتبر هذا نتيجة لتطور طويل، سمح لمهرجان موازين أن يكون مستقلا تماما لمدة 11 عاما تقريبا. يعتبر مهرجان موازين اليوم، وأكثر من أي وقت مضى، حدثا حرا مستقلا اقتصاديا بفضل النجاح الذي يعرفه كل سنة وبفضل ولاء جمهوره ودعم شركائه المستمر.

## المغنون[2]
2002

### مسرح محمد الخامس
- سوبر رايل باند
- سوزانا باكا
- سزاريا ايفورا

### شالة
- أومو سانغاري
- نازاري بيرييرا

2004
- خوسيه رامون

2011
- شاكيرا.
- نوال الزغبي.
- ديانا حداد
- كانييه ويست .
- ميادة الحناوي.
- كارول سماحة .
- ريدوان .
- عمرو دياب
- فارس كرم .
- كاظم الساهر .
- صابر الرباعي .
- حسين الجسمي .
- إيدير .
- أسماء لمنور .
- عبد الوهاب الدكالي .
- يوسف إسلام.

2012
- ماريا كاري.
- غلوريا جاينور.
- جيمي كليف.
- بيتبول.
- هاني شاكر.
- وائل كفوري.
- إل إم إف أي أو .

### منصة النهضة
- نانسي عجرم.[4]

2013

### منصة OLM السويسي
- فرقة جاكسون[5]
- إنريكي إغليسياس.
- وليد توفيق.
- شيرين عبد الوهاب.
- الشاب مامي.
- أحلام.
- لطفي بوشناق
- ديب بيربل.

2014
• نوال الكويتية.
- محمد عبده.
- كارول سماحة.[6]
- محمد عساف.
- نانسي عجرم.
- الشاب بلال.
- جاستن تيمبرليك.
- ريكي مارتن.
- دوزي  .

2015
- أصالة نصري
- ماجدة الرومي
- فاريل ويليامز
- مارون.
- جينيفر لوبيز
- يانيك نواه
- ماهر زين
- ابتسام تسكت.
- إليسا.
- فدوى المالكي.

- شون بول[8]
- ستينغ[9]

2016
- كريستينا أغيليرا.
- كريس براون.
- ديانا حداد.
- شيرين عبد الوهاب.
- .سعد لمجرد.
- نتاشا أطلس.
- ميريام فارس .

- بيتبول.[10]

### مسرح محمد الخامس
- كاظم الساهر[11]‘[12]

### منصة النهضة[13]
- ملحم بركات
- صابر الرباعي

2017

### منصة النهضة
- نجوى كرم
- نوال الزغبي.
- فارس كرم
- ماجد المهندس
- تامر حسني.[14]
- سامي يوسف.[15]
- جورج وسوف.[16]
- أسماء لمنور
- حاتم عمور.
- زينة الداودية.
- لطيفة رأفت.
- حسين الديك.
- ديمي لوفاتو.
- نيك جوناس.
- سارة تافاريس .
- ويز خليفة .
- إيلي غولدنغ
- بوبا .
- شارل أزنافور

منصة سلا
- أوركسترا مصطفى الركراكي
- رابح ماريواري
- الشابة ماريا
- مهدي ناسولي
- حميد السرغيني
- باتول مرواني
- أوركسترا الشرقاني
- ماسطا فلو

2018
- كاظم الساهر
- سعد رمضان
- مروان خوري
- ملحم زين
- رويدا عطية
- بوسي
- محمد حماقي
- أمير دندن
- وائل جسار
- صابر الرباعي
- نانسي عجرم
- أحمد شيبة
- أحلام

### مسرح محمد الخامس
- ماجدة الرومي

## وصلات خارجية
- الموقع الرسمي